# إدوينا بالمر
إدوينا بالمر (بالإنجليزية: Edwina Palmer)‏ هي عالمة نيوزيلندية، ولدت في 1955 في تشيلمسفورد في المملكة المتحدة.